# 筒井裕哉
筒井 裕哉（つつい ゆうや、1981年5月30日 - ）は、岡山県倉敷市出身で、兵庫県を登録地とする競輪選手。日本競輪学校第89期生。師匠は西尾泰照（71期）。

## 来歴
岡山県立倉敷工業高等学校時代、1999年の全国高等学校総合体育大会陸上競技大会・八種競技で優勝。
その後、同校で同級生だった岩津裕介（87期）とともに競輪学校の86回適性試験を受けるも不合格となったため、中京大学に進学。その後、岩津と競輪学校で同期となる松岡健介の勧めで、西尾を紹介してもらった縁で兵庫県に拠点を置き、中京大学を中退して89回適性試験に合格。在校競走成績は60位（1勝）。
2004年6月30日、大垣競輪場でデビューし4着。初勝利は同年7月29日の奈良競輪場。